# PA-125
A  PA-125 é uma rodovia brasileira do estado do Pará. Essa estrada intercepta a BR-010 tanto em sua extremidade sul quanto em sua extremidade norte; e intercepta também a PA-256 na área urbana de Paragominas.
Está localizada na região nordeste do estado, atendendo aos municípios de Paragominas e Ulianópolis. 
A rodovia tinha leito natural até o segundo semestre de 2017, quando foi asfaltada entre Paragominas e sua extremidade norte, contemplando também a construção de uma rotatória.
É um grande corredor de escoamento da produção de grãos da região.